# Otto Abetz
Otto Abetz, né le 26 mai 1903 à Schwetzingen (grand-duché de Bade) et mort le 5 mai 1958, est un diplomate allemand, ambassadeur du Troisième Reich à Paris durant l'occupation de la France, au cours de la Seconde Guerre mondiale.

## Biographie
Otto Abetz est né à Schwetzingen (grand-duché de Bade). Il étudie à Karlsruhe, où il devient professeur d'art et de biologie dans une école de filles.

### Démocrate, pacifiste et francophile
Francophile, il s'implique dans le développement de l'entente franco-allemande. Abetz fait partie de l'environnement de la « jeunesse bündisch » (Bündische Jugend) et, en 1930, est le fondateur de la réunion de Sohlberg, qui permet la rencontre de jeunes des organisations de jeunesse allemande et française, réunion se déroulant dans une auberge au Sohlberg dans la Forêt-Noire. Abetz tente de rapprocher les jeunes, tant nazis que communistes, dans une fédération d'inspiration pacifiste. De ces rencontres naît un groupe solide, le Cercle de Sohlberg, qui publie un magazine dont le président est Otto Abetz et dont les participants du côté français sont des hommes aussi divers que Jean Luchaire, Bertrand de Jouvenel ou Pierre Brossolette. Abetz est apprécié parmi ses invités français, qui estiment qu'il s'engage sérieusement dans la nécessaire réconciliation franco-allemande mise en place à la suite de la Première Guerre mondiale,.

### Adhésion au Parti national-socialiste
En 1930, Abetz se rapproche du NSDAP, le parti nazi, dont il partage les positions en politique étrangère, notamment les demandes de révision de parties essentielles du traité de Versailles. Il le rejoint en 1931.
En 1932, Abetz épouse Suzanne de Bruyker, la secrétaire du journaliste Jean Luchaire. De 1934 à 1939, il œuvre à la constitution et au renforcement en France du Comité France-Allemagne, qui publie une revue, les Cahiers franco-allemands, qui a pour but de propager l'idée de réconciliation franco-allemande dans le milieu des intellectuels, des anciens combattants, des journalistes et des politiques. Il est proche de Pierre Drieu la Rochelle.
Entré au service des Affaires étrangères allemand en 1935, il représente l'Allemagne en France en 1938 et en 1939, et est initié à la franc-maçonnerie (il est membre de la loge Goethe de la GLF). Il entre dans la SS en 1935, où il est enregistré sous le matricule 253314. Il est nommé SS-Brigadeführer en janvier 1942.
Le 30 juin 1939, il est expulsé de France, accusé d'espionnage.

### Ambassadeur d'Allemagne en France
Le 8 juillet 1940, à la suite de l'armistice entre la France et l'Allemagne, il est de nouveau envoyé en France. Nommé ambassadeur de l'Allemagne le  3 août 1940, poste qu'il conserve jusqu'en juillet 1944,.
Dès l'été 1940, il donne son prénom à la liste Otto des ouvrages interdits par la censure allemande.
Il organise l'expropriation des biens privés appartenant à des familles juives et fait main basse sur les prestigieuses collections Seligmann, Wildenstein, Alphonse Kahn, Rosenberg, Bernheim, Maurice et Robert de Rothschild, James Armand, Maurice Dreyfus ou encore Raymond Lazard.
Hitler écrit à Abetz le 3 août 1940, pour lui demander de faire en sorte que la « France reste faible » et que « tout soit entrepris pour susciter la division interne », affirmant qu'il n'y a « aucun intérêt à soutenir réellement des forces völkisch ou nationales en France ». Suivant les directives de Berlin, Abetz va donc travailler à maintenir la division des partis collaborationnistes pour empêcher que l'un finisse par constituer un mouvement national et autoritaire de type fasciste susceptible de rendre à la France sa force ; il suscite des concurrents au PPF de Jacques Doriot, dont il écrira en 1942 qu'il faut contrer ses initiatives car « il pourrait finir par s'imposer et susciter une mystique nationale capable de rénover la France dans le sens national-socialiste ».
Son principal levier d'influence sur la politique de Vichy est Pierre Laval, dont il devient l'ami. Il va donc vivement protester contre l'éviction de Laval par Pétain en décembre 1940, puis intriguer pour son retour aux affaires, se mettant en porte-à-faux vis-à-vis de son ministre Ribbentrop. En étroite coopération avec Laval, puis les services de Darlan, Abetz est très volontaire pour la mise en œuvre en France des mesures antisémites, en veillant à ce qu'elles soient endossées par les autorités françaises.
Conformément à ses inclinations personnelles d'ancien social-démocrate, il préfère travailler avec d'anciens socialistes comme Marcel Déat et avec des collaborateurs surtout motivés par le pacifisme et l'idée d'unifier l'Europe, quitte à ce que ce soit sous domination allemande. Dans son rapport à Ribbentrop daté du 23 juin 1941, Abetz prône « un traité de paix qui empêcherait, par la mise en place d'un gouvernement de gauche et l'occupation permanente par l'Allemagne, toute opposition contre l'Europe dirigée par le Reich ». De fait, le conseiller Schleier, constatant que « la grande majorité des partisans de la politique de collaboration vient de la gauche française » pousse Abetz à favoriser l'entrée au gouvernement de Vichy des syndicalistes et socialistes acquis à la collaboration. L'ambassade allemande cherche ainsi à favoriser la collaboration des syndicats, ce qui se traduit par la mise en place de rapports privilégiés avec Pierre Vigne, ancien secrétaire des Fédérations française et internationale des mineurs, Georges Dumoulin, secrétaire de la Fédération des mineurs du Nord, Marcel Roy, secrétaire de la Fédération des métaux, Roger Paul, secrétaire général de la Fédération des travailleurs du textile, Albert Perrot, président de l'Union des syndicats parisiens. Depuis décembre 1940, une coopération suivie existe avec les syndicalistes réunis autour de l'hebdomadaire L'Atelier que dirige l'ancien député socialiste Gabriel Lafaye. En accord avec l'ambassade, il est décidé d'autoriser les syndicats à réactiver leurs sections et à publier leurs bulletins d'information. Le 17 avril 1941 est créé le Centre syndicaliste de propagande que dirigent Gabriel Lafaye, René Mesnard, Pierre Vigne et les anciens secrétaires adjoints de la CGT, Aimé Rey et Georges Dumoulin, qui assure la liaison avec le RNP. Parmi beaucoup d'autres groupements, l'ambassade travaille avec la Fédération française des travailleurs de l'agriculture d'André Parsal, ancien député communiste rallié à la collaboration.
En mai 1941, il signe pour l'Allemagne les protocoles de Paris avec l'amiral Darlan, visant à accorder des facilités militaires à l'armée allemande en Afrique et en Syrie.
Sanctionné par Ribbentrop à la suite de ses intrigues pour le retour de Laval au pouvoir, Abetz est rappelé en Allemagne fin 1942 et y reste jusqu'à la fin 1943 ; il rédige pendant cette période un mémorandum dans lequel il constate et regrette que les efforts de certains Français en faveur de la collaboration soient toujours rejetés ou méprisés par Berlin. Revenu à Paris, il est démis de ses fonctions en juillet après le débarquement des Alliés, et parvient à s'enfuir le mois suivant en accompagnant Pétain à Sigmaringen.

### Après-guerre
Réfugié en Forêt-Noire à Todtmoos près de Sankt Blasien sous le nom de Laumann, il est arrêté avec sa maîtresse, Erni Noah, en octobre 1945, par les forces françaises d'occupation, grâce à la perspicacité de Joachim Eisack alias Richard Ezac, alors inspecteur de la Sûreté à Säckingen,. Ce dernier est renvoyé de la police pour avoir arrêté le suspect en dehors de sa juridiction.
En juillet 1949, le tribunal militaire de Paris condamne Otto Abetz, malgré la plaidoirie de maître Floriot, à 20 ans de travaux forcés pour crimes de guerre, en particulier pour son rôle dans l'organisation de la déportation des juifs de France vers les camps de la mort. Incarcéré d'abord à la prison de Fresnes puis à la prison de Loos-Les-Lille, il est gracié par le président de la République René Coty en avril 1954 après trois remises de peine.
Il trouve la mort avec son épouse en 1958 dans un accident de voiture sur une autoroute d'Allemagne près de Langenfeld, accident causé par une soudaine panne de la direction qui a pu paraître suspecte.

## Publications
- Pétain et les Allemands. Mémorandum d'Abetz sur les rapports franco-allemands, Paris, Gaucher, 1948.
- D'une prison. Précédé du procès Abetz vu par Jean Bernard-Derosne. Suivi des principales dépositions, du réquisitoire et de la plaidoirie de Me René Floriot, Paris, Amiot-Dumont, 1950.
- Histoire d'une politique franco-allemande (1930-1950). Mémoires d'un ambassadeur, Paris, Delamain et Boutelleau, 1953.
- Raymond Tournoux, Le Royaume d'Otto, Flammarion, 1982.
- Barbara Lambauer, Otto Abetz et les Français ou l'envers de la collaboration, éd. Fayard, Paris 2001, 895 pp.
- Didier Eisack, J'ai arrêté Otto Abetz - histoire de mon grand-père, réfugié allemand... Juif... et résistant français, éd. Amalthée, Nantes 2022, 635 pages.